# One-Mile Telescope
Il One-Mile Telescope, situato presso il radio osservatorio astronomico Mullard (MRAO) a Cambridge, Inghilterra, consiste in una rete di radiotelescopi (2 fissi ed uno parabolico di 20 metri completamente orientabile) operanti su doppia frequenza simultaneamente (a 1407 MHz e 408 MHz) e progettata per eseguire interferometria a sintesi di apertura.

## Storia
L'One Mile Telescope è stato ultimato dal laboratorio Cavendish (il gruppo di astronomia) dell'università di Cambridge nel 1964. Il telescopio è stato utilizzato per produrre il quinto catalogo di radiosorgenti (5C) dei nove pubblicati dall'istituto e completato nel 1995.
Nel 1971, Sir Martin Ryle ha esposto il motivo per cui, alla fine del 1950, i radioastronomi dell'MRAO decisero la costruzione del nuovo telescopio One Mile: "Il nostro scopo era duplice. In primo luogo abbiamo voluto ampliare la gamma delle nostre osservazioni indietro nel tempo sino agli albori dell'Universo e questo ha richiesto un notevole aumento in sensibilità e risoluzione. Con una maggiore risoluzione abbiamo sperato di potere essere in grado di tracciare le mappe delle singole radio sorgenti con precisione tale da avere indicazioni sui processi fisici che le hanno generate."
Uno dei dischi del telescopio One-Mile è stato utilizzato temporaneamente per migliorare la risoluzione della rete MERLIN (poi MTRLI) dal 1987 fino all'autunno del 1990.

## Innovazioni tecniche
Il telescopio One-Mile è stato il primo ad utilizzare la rotazione terrestre nella tecnica di sintesi di apertura (descritta da Ryle come "super-sintesi") e il primo a inviare radio mappe con una risoluzione migliore di quella dell'occhio umano. Il telescopio era composto da tre piatti di 120 Ton, ciascuno dei quali di 18 metri di diametro. Due dei piatti erano fissi, mentre il terzo poteva essere spostato tramite un binario lungo 800 metri ad una velocità fino a 6,4 km/h, con una compensazione di quota per ovviare alla curvatura terrestre. Le frequenze di osservazione erano di solito a 408 MHz (75 cm, con risoluzione di 80 arc/sec) e 1,4 GHz (21 cm, con risoluzione di 20" (secondi d'arco), tre volte migliore di quella della pupilla umana).

## Ricerca e risultati scientifici
Nei suoi venti anni di utilizzo, il telescopio è stato utilizzato per mappare singoli oggetti ed effettuare diverse indagini nel campo profondo. Sebbene ancora occasionalmente utilizzato, ora è sostanzialmente inutilizzato (uno dei piatti è occasionalmente sfruttato per progetti di laurea o astronomia amatoriale).
La costruzione di questo telescopio e lo sviluppo della sintesi di apertura sfruttando la rotazione terrestre hanno contribuito a fare conseguire a Martin Ryle e Antony Hewish il premio Nobel per la fisica nel 1974.